# Dvinabugten
Dvinabugten (russisk: Двинская губа tr. Dvinskaja guba) er en bugt på sydsiden af Hvidehavet i Arkhangelsk oblast i Rusland. Den er en af fire store bugter i Hvidehavet, de andre er Mesenbugten, Onegabugten og Kandalaksjabugten. 
Dvinabugten strækker sig 93 km fra Hvidehavet og har en bredde ved mundingen på 130 km. Dybden varierer fra 15 til 120 meter i nordvest. Om vinteren er bugten tilfrosset. Om sommeren er de højeste vandtemperaturer i Dvinabugten målt til 12 °C, de højeste i Hvidehavet. Tidevandet i bugten er ca. 1,4 m. 
Dvina udløber i Dvinabugten og har dannet et 40 km bredt delta inderst i bugten. De største byer ved bugten er Arkhangelsk og Severodvinsk.